# Hans-Dieter Altenkirch
Hans-Dieter „Hannes“ Altenkirch (* 11. Oktober 1934 in Brandenburg an der Havel; † 26. Oktober 2000) war ein deutscher Fußballspieler. Der zumeist als Verteidiger im damals gebräuchlichen WM-System zum Einsatz gekommene Spieler absolvierte von 1953 bis 1963 für den VfL Osnabrück insgesamt 235 Einsätze mit vier Toren in der damals erstklassigen Fußball-Oberliga Nord. In den Jahren 1960 und 1961 belegte er mit den Lila-Weißen von der Bremer Brücke jeweils den 3. Rang im Norden.

## Karriere

### Jugend, 1947 bis 1953
Mit seiner Mutter kam der Schüler „Hannes“ Altenkirch nach Ende des Zweiten Weltkrieges aus Brandenburg, über die Zwischenstation Österreich, in seine neue Heimat nach Osnabrück. Ab 1947 lief er in der VfL-Jugend auf und schaffte alsbald auch die Aufnahme in die niedersächsische Verbandsauswahl. Zum Höhepunkt seiner Jugendspielzeit entwickelte sich als A-Junior 1952/53 seine Teilnahme mit der NFV-Auswahl an einer dreiwöchigen Englandtour. Dabei wurden fünf Spiele ausgetragen und alle gewonnen. Wichtiger als die sportlichen Erfolge waren für die NFV-Nachwuchskicker in England aber die Erlebnisse außerhalb der Stadien. Da wurden auf den Etappen der insgesamt 5000 Kilometer langen Rundreise die Küste bei Sussex, das Industriegebiet um Yorkshire, die typischen Landschaften Mittelenglands und natürlich London besichtigt. Während des London-Aufenthaltes war die Delegation aus Niedersachsen auch Besucher des englischen Pokalendspiels im Wembley-Stadion zwischen Blackpool und Bolton Wanderers. Neben „Hannes“ Altenkirch setzten sich in den nächsten Jahren in der Oberliga Nord auch noch die weiteren Englandfahrer Rolf Kassel, Horst Barth, Gerhard Scheumann, Günther Henne, Georg Knopf und der Oldenburger Gerhard Scholz durch, der 1953 sogar in der erstmals offiziell auftretenden Jugendnationalmannschaft dabei sein sollte.
Direkt aus der Jugend wurde der Abwehrspieler zur Saison 1953/54 in die Oberligamannschaft vom VfL Osnabrück übernommen.

### Oberliga Nord, 1953 bis 1963
In den ersten zwei Runden musste sich der Nachwuchsspieler an die Anforderungen des Seniorenfußballs in der Oberliga Nord gewöhnen; unterstützt wurde er dabei von den Trainern Harry Hemmo und Paul Bornefeld. In den letzten sechs Rundenspielen 1953/54 debütierte  er als Verteidiger in der Oberliga Nord. Ab dem dritten Oberligajahr, 1955/56, gehörte er mit 28 Ligaeinsätzen der VfL-Stammbesetzung an. Daran änderte sich bis zum Ende der erstklassigen Oberligaära im Jahr 1963 nichts. Über Jahre bildete er gemeinsam mit Mannschaftskollege Walter Bulik ein Abwehrbollwerk erster Güte. Nach den zwei vierten Rängen in den Jahren 1958 und 1959 folgten 1960 und 1961 zweimal der 3. Rang. Dabei war insbesondere 1959/60 der Zweikampf mit Werder Bremen um die Vizemeisterschaft hinter Serienmeister Hamburger SV, sehr eng und Werder ging mit zwei Punkten Vorsprung gegenüber Osnabrück über die Ziellinie. Die Niederlagen in der Rückrunde bei Bremerhaven 93 (0:2), VfL Hildesheim (1:2) und in Serie die 0:1-Heimniederlage am 13. März 1960 gegen den Konkurrenten Werder Bremen entschied das Rennen für das Team von der Weser. Mit lediglich 33 Gegentreffern stellte der VfL die beste Abwehr in dieser Runde im Norden und das Schlussdreieck Horst Borcherding (Torhüter) und Altenkirch/Bulik hatte jeweils alle 30 Ligaspiele absolviert.
„Hannes“ Altenkirch war die Zuverlässigkeit in Person. Am 26. August 1962 übertraf er an der Bremer Brücke beim 2:2 gegen Concordia Hamburg den bisherigen Rekord von Günter Wilmovius von Werder Bremen, der 121 Oberligaspiele hintereinander ohne Unterbrechung bestritten hatte. Für Altenkirch war an diesem Tag das 122 Punktspiel ohne Pause fällig. Insgesamt brachte er es auf eine Serie von 130 Ligaspiele ohne Unterbrechung.
Im Mai 1962 hatte er einer NFV-Auswahl angehört, welche in New York gegen die DAFB-Auswahl (Deutsch-Amerikanischer Fußball-Bund), gegen St. Louis, Chicago All Stars, New Jersey Auswahl und die National Ukrainians angetreten war. Altenkirch spielte dabei an der Seite von Mitspielern wie Hans Jäcker, Joachim Bäse, Walter Schmidt, Jürgen Moll, Ingo Porges, Peter Osterhoff, Uwe Witt, Gerd Koll, Manfred Greif, Heiner Klose und Werner Gerstle.

### Ende der Spielerkarriere, Beruf, Familie
Mit elf Einsätzen im ersten Jahr der zweitklassigen Fußball-Regionalliga Nord, 1963/64, beendete Altenkirch am 34. Rundenspieltag, den 3. Mai 1964, bei einem 0:0 gegen FC St. Pauli an der Seite seines langjährigen Verteidigerkollegen Walter Bulik, seine Spielerlaufbahn beim VfL Osnabrück. Der Versicherungskaufmann hängte aber erst mit 50 Jahren seine Fußballstiefel endgültig an den Nagel; bis dahin hatte er in diversen VfL-Mannschaften mitgespielt und in der Jugendabteilung als Trainer mitgewirkt. Es werden ihm deshalb runde 1450 Spiel im lila-weißen Dress zugeschrieben. 
Familiär war er über Ehefrau Christel mit der großen VfL-Familie Schulte verbunden, wo Schwiegervater Theo und die Onkels Albert und Karl-Franz alles ehemalige VfL-Spieler gewesen waren.